# 1-ша кавалерійська дивізія (США)
1-ша кавалерійська дивізія армії США (англ. 1st Cavalry Division) — військове з'єднання бронетанкових військ армії США. Заснована 13 вересня 1921 року. Пункт постійної дислокації — Форт Кавазос, штат Техас. Станом на липень 2023 року 1-ша кавалерійська дивізія підпорядкована IIIму бронетанковому корпусу. З серпня 2024 дивізією командує генерал-майор Томас М. Фелті (Thomas M. Feltey).

## Історія
У 1855 році був сформований 1-й кавалерійський полк, на основі якого в вересні 1921 року була створена 1-ша кавалерійська дивізія армії США.
Для армії США період між Першою і Другою світовими війнами був часом занепаду, що відбилося і на новій дивізії. Передбачалося, що вона буде проводити навчання щорічно, проте після перших навчань 1923 року такі відбулися тільки в 1927 році. Надалі дивізія кілька разів змінювала структуру в рамках проводилися експериментів з пошуку оптимальної кількості і чисельності її формувань.
28 лютого 1943 року дивізія позбулася коней. Формально зберігаючи назву кавалерійської, дивізія тепер була легкою піхотною

### Друга світова
У середині року вона була перекинута до Австралії для підготовки до участі в Тихоокеанській кампанії.
29 лютого 1944 року 1-ша кавалерійська дивізія пройшла «бойове хрещення» — її підрозділи висадилися на островах Адміралтейства (Нова Гвінея). Бої тут закінчилися в травні. З 20 жовтня дивізія висадилася на острові Лейте, почавши звільнення Філіппін. Аж до кінця війни вона брала участь в боях на Лейте та Лусоні. Після завершення бойових дій формування було відправлено до Японії для несення окупаційної служби. 8 вересня 1945 року стала першою американською дивізією, яка увійшла у Токіо.

### Корея

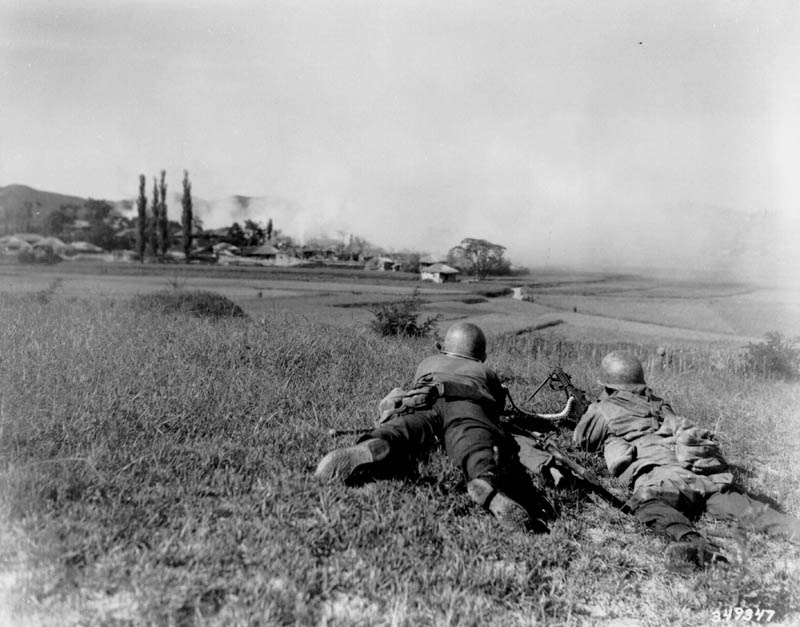
Кулеметна обслуга 1-ї кавалерійської дивізії під час боїв в Кореї. 1950

У липні 1950, відразу після початку Корейської війни, дивізія була перекинута в Південну Корею. В ході оборони Пусанського периметра солдати отримали необхідний бойовий досвід, і рівень боєздатності дивізії підвищився. 41 військовослужбовець дивізії, що потрапив в полон в ході боїв, був страчений північнокорейськими солдатами (різанина на висоті 303). 19 жовтня дивізія зайняла Пхеньян, знову ставши першою дивізією США, що вступила у ворожу столицю. 1-2 листопада один з її полків став першим американським формуванням, який зустрів сили китайських добровольців у важкому бою при Унсалі.
Дивізія залишалася на корейському театрі військових дій до січня 1952 року, опісля була замінена 45-ю піхотною дивізією Національної гвардії.

### 1970-90рр.
Після повернення в США дивізія втратила статус аеромобільної та перетворилася в танкову, проте, зберігаючи свою традиційну назву. Вона брала участь в операції «Буря в пустелі», проте перебувала у резерві VII корпусу ЗС США і тому взяла лише епізодичну участь у бойових діях.

### Ірак
Черговою війною в бойовій біографії дивізії стала Іракська. У 2004—2005 роках 1-я кавалерійська дивізія проводила операції в районі Багдада і брала участь у другій битві за Фаллуджу. Другий раз дивізія служила в Іраку з кінця 2006 по кінець 2007 року.

## Структура дивізії
- управління
- 1-ша бригада (Ironhorse)
- 2-га бригада (Blackjack)
- 3-тя бригада (Grey Wolf)
- 4-та бригада (Long Knife)
- Авіаційна бригада (Warrior)

Почесна відзнака дивізії

- 15-та бригада підтримки (Wagon Master)

## Командування
Командування дивізією у XXI столітті:
- Генерал-майор  Девід Д. Маккірнан  (жовтень 1999 - жовтень 2001)
- Генерал-майор Джо Петерсон (жовтень 2001 - серпень 2003)
- Генерал-майор  Пітер В. Чіареллі  (серпень 2003 - листопад 2005)
- Генерал-майор  Джозеф Філ  (листопад 2005 - лютий 2008)
- Генерал-майор  Вінсент К. Брукс  (виконуючий обов'язки командувача) (лютий - квітень 2008)
- Генерал-майор  Деніел П. Болджер  (квітень 2008 - квітень 2010)
- Генерал-майор  Деніел Б. Аллін  (квітень 2010 - червень 2012)
- Генерал-майор  Ентоні Р. Ієрарді  (червень 2012 - березень 2014)
- Генерал-майор  Майкл А. Біллс  (березень 2014 - січень 2016)
- Генерал-майор  Джон К. Томсон III  (січень 2016 - жовтень 2017)
- Генерал-майор  Пол Т. Калверт  (жовтень 2017 - вересень 2019)
- Генерал-майор  Джеффрі Бродвотер  (вересень 2019 - липень 2021)
- Генерал-майор  Джон Б. Річардсон  (липень 2021 - липень 2023)
- Генерал-майор  Кевін Д. Адмірал  (липень 2023 - серпень 2024)
- Генерал-майор  Томас М. Фелті  (серпень 2024 - по теперішній час)